# Citlalpul Vallis
La Citlalpul Vallis è una struttura geologica della superficie di Venere.